# هیلاری منتل
هیلاری مری مَنتِل (انگلیسی: Hilary Mary Mantel؛ ۶ ژوئیهٔ ۱۹۵۲ – ۲۲ سپتامبر ۲۰۲۲) نویسنده و منتقد ادبی انگلیسی بود.
کتاب وی به نام تالار گرگ در سال ۲۰۰۹ میلادی در مجموعه «تامس کرامول» برنده جایزه ادبی من بوکر و در سال ۲۰۱۰ برنده جایزه والتر اسکات شد. او در سال ۲۰۱۲ برای محکوم را بیاورید جایزه بوکر را دوباره دریافت کرد. وی اولین زنی است که جایزه بوکر را دوبار دریافت کرد. آینه و نور آخرین کتاب از سه گانه او بود در سال ۲۰۲۰ منتشر شد. این کتاب تحسین بسیاری از منتقدان را برانگیخت و به پرفروش‌ترین داستان‌های ادبیات داستانی تبدیل شد و در فهرست اولیه جایزه بوکر ۲۰۲۰ قرار گرفت.
روزنامه بریتانیایی گاردین، هیلاری منتل را یکی از برجسته‌ترین نویسندگان زنده و معاصر بریتانیا معرفی کرده‌است.
کتاب‌های تالار گرگ، محکوم را بیاورید، نور و آینه، و ترور مارگارت تاچر به فارسی برگردان شده‌اند.